# تپه علی
تپه علی مربوط به دوره اشکانیان است و در شهرستان شیروان، بخش مرکزی، دهستان زیارت، ۲ کیلومتری جنوب روستای قلجق واقع شده و این اثر در تاریخ ۲ مرداد ۱۳۸۷ با شمارهٔ ثبت ۲۳۰۹۷ به‌عنوان یکی از آثار ملی ایران به ثبت رسیده است.